# Au service de la loi
Ne pas confondre avec la mini-série Au service de la loi, diffusée en 1999.
Pour plus de détails, voir Fiche technique et Distribution.
Au service de la loi (titre original : Sergeant Madden) est un film noir américain réalisé par Josef von Sternberg et sorti en 1939.

## Synopsis
Le fils d'un shérif essaye de suivre les traces de son père, mais est tellement violent qu'il se retrouve hors-la-loi.

## Fiche technique
- Titre original : Sergeant Madden
- Autre titre : Une forte tête
- Réalisation : Josef von Sternberg
- Scénario : William A. Ullman Jr., Wells Root
- Producteur : J. Walter Ruben
- Société de production : Metro-Goldwyn-Mayer
- Durée : 80 minutes
- Musique : William Axt
- Montage : Conrad A. Nervig
- Dates de sortie:
  - États-Unis : 24 mars 1939
  - France : 15 novembre 1939

## Distribution
- Wallace Beery : Sergent Shaun Madden
- Tom Brown : Albert 'Al' Boylan, Jr.
- Alan Curtis : Dennis Madden
- Laraine Day : Eileen Daly
- Fay Holden : Mary Madden
- Marc Lawrence : 'Piggy' Ceders
- Marion Martin : Charlotte LePage
- David Gorcey : Punchy LePage
- Donald Haines : Milton
- Ben Welden : Stemmy (homme de main)
- Etta McDaniel : Dove
- John Kelly : Nero (homme de main)
- Horace McMahon : Philadelphia
- Neil Fitzgerald : Casey (le policier à la diffusion radio)
- Dickie Jones : Dennis Madden enfant
- Drew Roddy : Albert Boylan Jr. enfant
- Charles Trowbridge : Le commissaire de police (1919)
- George Irving : Le commissaire de police
- Barbara Bedford : L'infirmière

Acteurs non crédités
- Davison Clark : Un sergent de police
- Reed Hadley : Un avocat
- Fay Helm : Une infirmière
- Jay Novello : Un prisonnier dans le train
- E. Alyn Warren : Un juge